# Dimitri Litesov
Dimitri Litesov (* 11. August 1989 in Ust-Kamenogorsk, Kasachische SSR) ist ein deutscher Eishockeyspieler russischer Abstammung. Zurzeit spielt er für Höchstadt Aligators in der Eishockey-Oberliga.

## Karriere
Dimitri Litesov erlernte das Eishockeyspiel beim Hennefer EC, für den er bis 2001 im Nachwuchsbereich spielte. Anschließend wechselte er zum Kölner EC, bei dem er zunächst in der U14- und U16-Mannschaft zum Einsatz kam. Ab 2004 lief er für die DNL-Mannschaft des Kölner Klubs auf. In den ersten beiden Jahren kam der Rechtsschütze ausschließlich dort zum Einsatz und erzielte 16 Scorerpunkte. 2006 erreichte er mit der Mannschaft das Halbfinale der Play-offs, wo diese den Jungadlern Mannheim unterlegen war. Am Ende der Spielzeit 2006/07 schlug der KEC im Finale die Jungadler aus Mannheim in zwei Spielen und wurden Deutscher DNL Meister.
Von 2007 bis 2012 spielte Dimitri Litesov für den Zweitligisten Fischtown Pinguins und entwickelte sich dort zu einem Leistungsträger, ehe er 2012 zum ERV Schweinfurt in die Oberliga Süd wechselte.
Mit einer weiteren Stationen beimDeggendorfer SC, womit er 2018 Meister der Oberliga Süd wurde und dadurch den Aufstieg in die DEL2 schaffte.
Aktuell spielt Dimitri Litesov in der Oberliga Süd beim Höchstadt Alligators.
2008 spielte Dimitri Litesov für die U19-Nationalmannschaft bei einem Juniorenturnier in Kanada, er schoss ein Tor bereitete eine Vorlage vor.

## Karrierestatistik
(Legende zur Spielerstatistik: Sp oder GP = absolvierte Spiele; T oder G = erzielte Tore; V oder A = erzielte Assists; Pkt oder Pts = erzielte Scorerpunkte; SM oder PIM = erhaltene Strafminuten; +/− = Plus/Minus-Bilanz; PP = erzielte Überzahltore; SH = erzielte Unterzahltore; GW = erzielte Siegtore; 1 Play-downs/Relegation; Kursiv: Statistik nicht vollständig)